# Mak Phan
Mak Phan (nacido Makouangou Mbimi Stéphane Richy), apodado « el General » en el universo musical, es un rapero congoleño.

## Carrera musical
Mak Phan debuta su carrera musical en 2007 a Punta-Negra, donde él íntegro su primer grupo, Ghetto K, después otros. Decide luego de lanzarse en una carrera solo.
En 2010, Mak Phan participa en la noche urbana organizada por el Instituto francés de Congo (CCF), donde recibe un diploma de honor artístico y un trofeo de mejor rappeur. En octubre de la mismo año Mak Phan sale el clip del título Na Yé. Participa al festival Afropolitan Nómada, a Punta-Negra.

## Discographie
- Vamos cascadé
- Na yé
- La Guerra
- Golpe de riñones
- Tour de África
- Congo
- Pedido pedido
- Mouvoussou
- Déjanos hacer
- Paz y seguridad en el mundo